# Линден (Берн)
Линден (нем. Linden BE) — коммуна в Швейцарии, в кантоне Берн. 
Входит в состав округа Конольфинген. Население составляет 1326 человек (на 31 декабря 2006 года). Официальный код — 0614.